# Traumzeit-Festival
Das Traumzeit-Festival ist ein jährlich wiederkehrendes Musikfest in Duisburg. Es wurde im Jahre 1997 gegründet und findet vor der Kulisse des stillgelegten Hüttenwerks Duisburg-Meiderich/Beeck statt. Konzipiert wurde das Festival von Wilfried Schaus-Sahm, der es bis 2008 leitete. Anschließend wurde das ursprünglich stark auf Jazz und Weltmusik fokussierte Musikspektrum um diverse Pop- und Rockgenres erweitert. Nach einer finanziellen Krise wurde das Konzept 2012/13 neuerlich deutlich überarbeitet.

## Konzept
Wandel und Grenzüberschreitung sind die Metaphern für den Ansatz des Traumzeit-Festival-Konzeptes. Das Zusammenführen unterschiedlicher Musikstile wie Jazz, Pop, Weltmusik, Rock, Elektronik, Neue Musik, Indie-Rock oder Klassik, Projekte und Kooperationen gehört zum Programm.

## Geschichte
Zunächst war das Traumzeit-Festival in den Veranstaltungen der Duisburger Akzente eingebettet, die seit 1978 alljährlich im Mai stattfinden. Aufgrund des Erfolges etablierte man ein eigenes Festival, das jedes Jahr am ersten Juli-Wochenende veranstaltet wird. Mittlerweile findet das Festival am dritten Juni-Wochenende statt.
Das Festival wurde von Wilfried Schaus-Sahm konzipiert, der bis einschließlich 2008 als künstlerischer Leiter des Festivals fungierte. 2009 übernahm der Moerser Komponist und Musiker Tim Isfort die künstlerische Leitung.
Die Veranstaltung konzentrierte sich bis zum Jahr 2008 auf die Musikrichtungen des Jazz und der Weltmusik. Seit 2009 hat das Festival den musikalischen Wandel, zeitgenössische Musik, Vielfalt und stilistische Grenzüberschreitungen zum Programm gemacht.
Jazz, Pop, Weltmusik, Elektronische Musik, Indie-Rock, Neue Musik oder Klassik stehen nun gleichberechtigt nebeneinander.
Auf dem Festival traten Interpreten wie Laurie Anderson, Calexico, Chick Corea, Beth Gibbons, Rubén González, Juliette Gréco, Herbie Hancock, Al Jarreau, Lambchop, Paco de Lucía und Van Morrison auf. Sowohl Wilfried Schaus-Sahm als auch sein Nachfolger Tim Isfort haben etliche Neuentdeckungen wie Kari Bremnes, Efim Jourist, Eric Lewis, Christian Scott oder Didier Squiban präsentieren können.
Im Jahr 2012 fand das Festival wegen ungesicherter Finanzierung nicht statt. Auch eine Rettungsaktion konnte daran nichts ändern. Nach der Trennung von Tim Isfort wurde die künstlerische Leitung des Festivals vom Festivalbüroleiter der Duisburger Marketing Gesellschaft, Frank Jebavy, zusätzlich zur kaufmännischen Leitung übernommen und das Festival fand mit stark verändertem Konzept 2013 erneut statt.
Aufgrund der Corona-Pandemie wurde das Traumzeit-Festival im Jahr 2020 abgesagt. Das Festival wurde 2021 auf den 24. bis 26. September verschoben (üblicherweise drittes Juni-Wochenende).

## Veranstaltungsort
Das Festival findet seit 1997 durchgängig auf dem Areal des etwa 180 Hektar großen Landschaftsparks Duisburg-Nord statt. Die unterschiedlichen Veranstaltungsstätten des ehemaligen Hüttenwerks wie Kraftzentrale, Gießhalle, Gebläsehalle, Pumpenhalle und Gasometer-Bühne bieten eine Vielzahl ungewöhnlicher Kulissen, die bei Dunkelheit durch die Lichtinstallationen des englischen Künstlers Jonathan Park illuminiert werden.

## Barrierefreiheit
Menschen mit Behinderung werden während des Festivals gezielt unterstützt, damit ihnen ein problemloser Besuch des Festivals ermöglicht werden kann und Barrierefreiheit weitestgehend gewährleistet wird. Außerdem gibt es Begegnungsmöglichkeiten für Menschen mit und ohne Handicap. Ein Servicepoint, ein Begleitservice, ein Begegnungscafé und ein Lageplan mit Kennzeichnung der barrierefreien Wege dienen der Information und der Unterstützung.

## Line-Up

### 2011
2011 setzte das Traumzeit-Festival den musikalischen Themenschwerpunkt auf das südostasiatische Land Myanmar, mehr bekannt unter Birma oder Burma. Es traten drei traditionelle birmanische Ensembles bzw. Künstler auf, zudem gab es ein Spezialprojekt, das sich zur Hälfte aus Birmanen und Europäern zusammensetzte. Darüber hinaus wurde das Thema Myanmar durch einen Workshop sowie einen Vortrag ergänzt.
Ólafur Arnalds / Bubble Beatz / Cyro Baptista & Banquet of the Spirits / Yaron Herman / Daniel Kahn & The Painted Bird / Mogwai / Amiina / Bohren & der Club of Gore / DeVotchKa / The Weakerthans / Branford Marsalis & Joey Calderazzo / ZU / Portico Quartet / Rusconi / Esperanza Spalding & The Chamber Society / Nils Koppruch / Mike Stern Band with special guest Didier Lockwood feat. Dave Weckl & Tom Kennedy / Hsaing Waing Ensemble Hein Tint / Caribou / Myanmar Hmu Gitameit / Mahall/Gramss/Ditzner / Bernhoft / Bauchklang / Kreidler / Que sera sera / Trio aXolot / Anne Paceo Triphase / Igmar Thomas & The Cypher / Vincent Royer / Tim Neuhaus & The Cabinet / Kyaw Myo Naing / Patrick Wolf & Alec Empire / Dirk Darmstaedter / Hundreds

### 2013

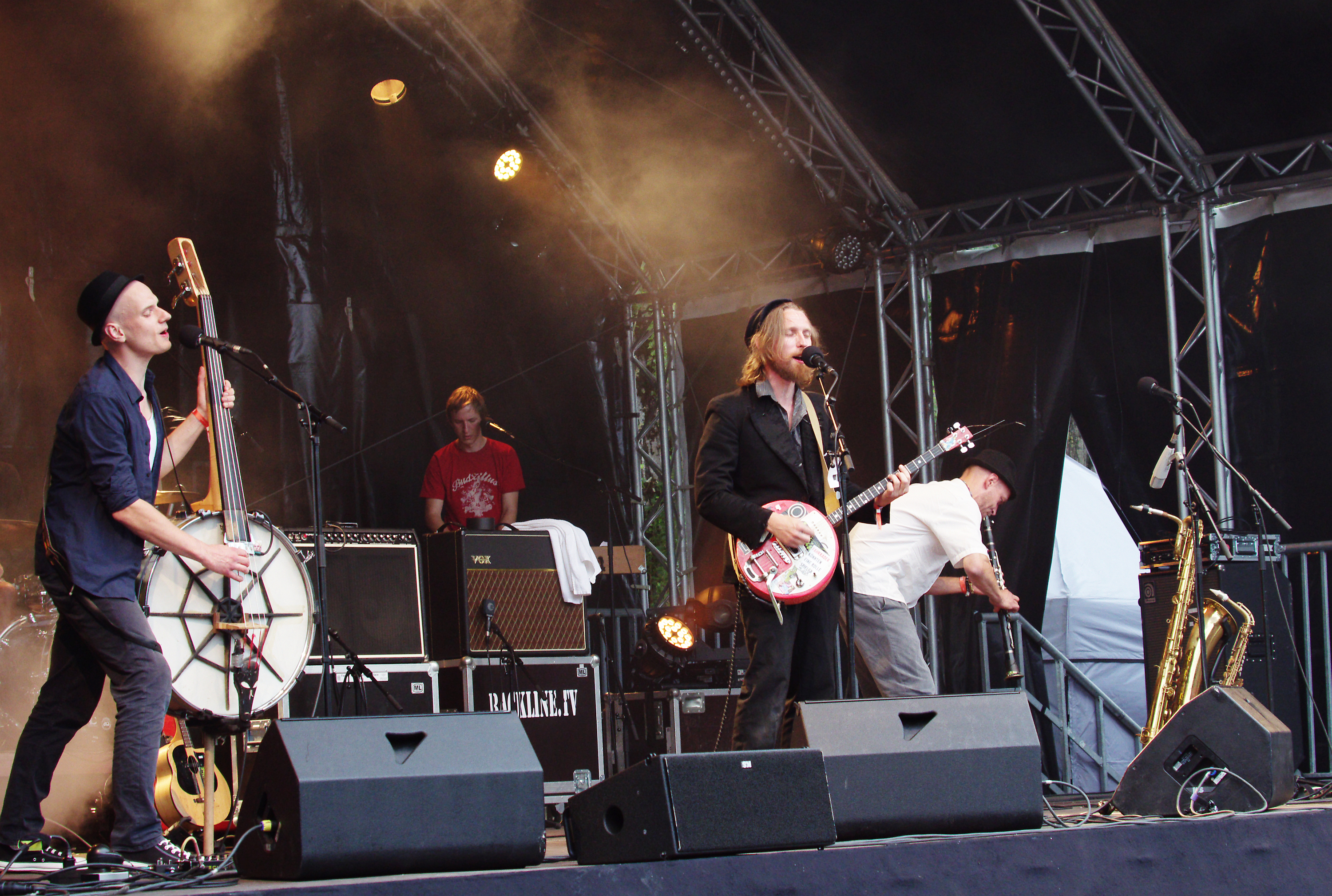
BudZillus 2013

Freitag: Editors / Thees Uhlmann & Band / Lukas Graham / The Kyteman Orchestra / Agnes Obel / Max Prosa / Skip&Die / Dirty Honkers / Torpus & the Art Directors / Paperstreet Empire
Samstag: Cat Power / Honig / CocoRosie / Get Well Soon / C2C / Tina Dico & Helgi Jónsson / Hiromi - The Trio Project / Kai Schumacher / Misteur Valaire / Retro Stefson / Ron Diva & Band / Patrick Richardt / Young Rebel Set / BudZillus
Sonntag: Alex Clare / Laing / Shout Out Louds / Chelsea Light Moving / Charles Bradley / Ron Sexsmith / Sebastian Lind / Nguyên Lê / Intergalactic Lovers / Flowerpornoes / Felix Meyer / Hypnotic Brass Ensemble / Mobilée

### 2014

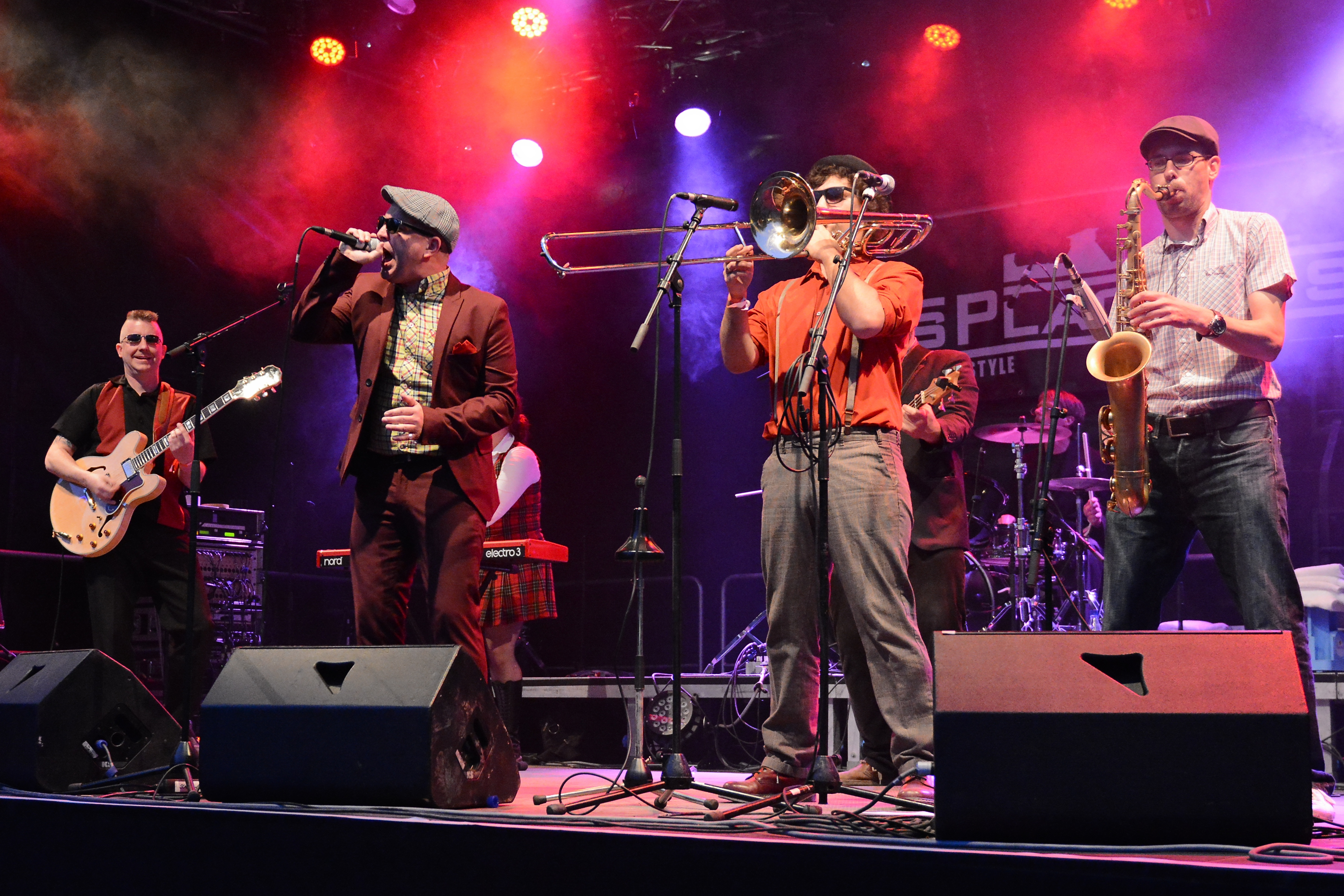
Los Placebos 2014

Freitag: Mia / Judith Holofernes / Marcus Wiebusch / Die Höchste Eisenbahn / Lambert / Spaceman Spiff / Abby / Nils Frahm / Messer / Smith & Smart
Samstag: The Notwist / Kitty, Daisy & Lewis / Bonaparte / Panteon Rococo / Hauschka / Hundreds / Young Chinese Dogs / Kat Frankie / Desiree Klaeukens / Sugar River Sinner / And the Golden Choir / Los Placebos / Zirkus / Burn the City
Sonntag: Zaz / The War on Drugs / AnnenMayKantereit / Dear Reader / Jesper Munk / Kristin Shey Trio / Reverend Shine Snake Oil Co / Selah Sue / The Great Faults / Luca Vasta / David Leamitre

### 2015
Sophie Hunger / Calexico / Brandt Brauer Frick Ensemble / Olli Schulz & Band / Bilderbuch / Käptn Peng & Die Tentakel von Delphi / Wanda / Joris / Leslie Clio / Philipp Dittberner & Band / Balthazar / Wallis Bird & Band / Benjamin Clementine / Josef Salvat / Zoot Woman / Laing / We Were Promised Jetpacks / Heisskalt / Ok Kid / Kensington / Talisco / Niels Frevert & Band / Kovacs / Teitur / East Cameron Folkcore / Banda Senderos / L'Aupaire / Jonas David / Kai Schumacher / Maggie Bjorklund / The Majority Says / Lingby / Paperstreet Empire / Easy Snappers / Raffete / Katinka / The Atrium / Käpt'n Moby / MKS Bigband

### 2016
Freitag: Moop Mama / Dinosaur Jr. / Goat / Turbostaat / Meute / Sarah and Julian / Hein Cooper / Knappenchor Homberg / Die ganz normalen Bürger / The Hubschrauber
Samstag: Tocotronic / Asgeir / Matt Simons / Jochen Distelmeyer / Bernd Begemann & Die Befreiung / Milliarden / Grandbrothers / Spain / I Have a Tribe / Neufundland / Kochkraft durch KMA / The Atrium / The Boy Who Cried Wolf / Valdetta
Sonntag: Air / Patrice / Fünf Sterne Deluxe / Augustines / Kelvin Jones / Gloria / Razz / Charlie Cunningham / Christian Kjellvander / Benjamin Peters / Get Scarlet / Taveneer

### 2017
Freitag: Shout Out Louds / Alice Merton / The Slow Show / Helgi Jonsson & Tina Dico / Jesper Munk / Federico Albanese / Knappenchor Homberg / Koj / Glasgow Coma Scale / Phyria
Samstag: Tom Odell / Amanda Palmer & Edward Ka-Spel / Von Wegen Lisbeth / Fil Bo Riva / Why? / Lubomyr Melnyk / Mammal Hands / Hollow Coves / Walking on Rivers / Ben Hermanski / Kokomo / Fools Errant / R.O.N. / Aedon
Sonntag: Milky Chance / Bukahara / Giant Rooks / Kilians / Honig (Solo) & Gäste / Gurr / Mario Batković / The Lytics / Leif Vollebekk / Flash Forward / Foxlane / East Indian Elephant / Muskitos Bee Bee + MKS Bigband

### 2018
Freitag: Faber / Gisbert Zu Knyphausen / Slowdive / Parcels / Lilly Among Clouds / Brother Grimm / Knappenchor Rheinland / Philipp Eisenblätter / Magma Waves / Amour Vache
Samstag: Mogwai / Mighty Oaks / Blumfeld / Mogli / Lotte / Low / Jonas David / Xavier / Darcy / Matt Gresham / Jaguwar / Nordmann / Luke Noa / Chapter / Echo Appartment / Ignosec
Sonntag: Lucky Chops / The Jesus and Mary Chain / Jamaram / Martin Kohlstedt / LÙISA / Malakoff Kowalski / Hugo Helmig / Sam Fender / The Wholls / The Great Faults / Wolfspelz / Vintage Neon / Muskitos Bee Bee + MKS Bigband

### 2019
Frank Turner & The Sleeping Souls / Metronomy / Käptn Peng & die Tentakel von Delphi / Kettcar / Hauschka / Meute / Roosevelt / Teenage Fanclub / Berge / Stephen Malkemus & The Jicks / Julia Holter / Snail Mail / Enno Burger / Niels Frevert / Rikas / The Twilight Sad / Isolation Berlin / Sam Vance-Law / Hannes Wittmer / Barbara Morgenstern / Pip Blom / Laura Perrudin / Glass Museum / Kristoffer Bolander / Wayne Graham / Botticelli Baby / Knabenchor Rheinland / Der Butterberge / Paper Street Empire / The Atrium / Dote / Drens / Georg Zimmermann & Band / Hourglass / Domingo / MKS Bigband

### 2021
Freitag: Leoniden / Shelter Boy / Finn Ronsdorf / Walking on Rivers / Banda Senderos / Tolyqyn / Figur Lemur / Vintage Neon, Special Guest: Knappenchor Rheinland
Samstag: Giant Rooks / Gaye Su Akyol / Rikas / Il Civetto / Pabst / Sir Simon & Burkini Beach / Annie Taylor / Swutscher / Aggregat / Sarah McCoy / A.S. Fanning / Resistanzen2
Sonntag: Provinz / Bukahara / Kaiser Quartett / Yin Yin / Dewolff / Fortuna Ehrenfeld / Suzan Köcher'S Suprafon / Neuser / Luise Weidehaas / MKS Bigband

### 2022
Editors / Bilderbuch / Thees Uhlmann & Band / Antilopen Gang / Altın Gün / Ätna / Kaffkiez / Alli Neumann / Cari Cari / Frittenbude / Cassia / Bruckner / Jules Ahoi / Intergalactic Lovers / Buntspecht / Golden Dawn Arkestra / Jochen Distelmeyer / Die Liga der gewöhnlichen Gentlemen / Lewsberg / Beachpeople / Swutscher / Pool / LÙISA / Philine Sonny / Accidental Bird / Subterfuge / Orange Swan / Philipp Eisenblätter & Band / Marlon Hammer / James Mum / Knappenchor Rheinland / u. v. a.

### 2023
Interpol / dEUS / Querbeat / Roy Bianco & Die Abbrunzati Boys / Edwin Rosen / Mayberg / Betterov / Fil Bo Riva / Martin Kohlstedt / Caroline Rose / De Staat / Sorcha Richardson / Husten / Lime Garden / Jack Botts / Ditz / Dekker / Zeck / Kytes / Sharktank / M.Byrd / Blumengarten / Atoem / Glass Beams / Arxx / Temmis / Dote / Blush Always / Stina Holmquist / Attic Ocean / MKS Big Band / Salt Womb (Tanzperformance) / Knappenchor Rheinland

### 2024
Faber / Kettcar / Bombay Bicycle Club / Hania Rani / Mine / Alice Phoebe Lou / Blond / Sons of the East / Son Mieux / Fjørt / Royel Otis / The Reytons / The Snuts / Zimmer90 / Black Sea Dahu / CMAT / The Sherlocks / Sean Koch / Deadletter / Hotel Rimini / Brockhoff / Uche Yara / 15 15 / Mina Richman / Rasgarasga / Kratzen / False Lefty / Soda Frizzante / Hyperlilly / Knappenchor Bergwerk Consolidation